# Jan van de Graaff
Jan van de Graaff, född 24 september 1944 i Hengelo, är en nederländsk före detta roddare.
Han blev olympisk bronsmedaljör i fyra med styrman vid sommarspelen 1964 i Tokyo.